# Screencast

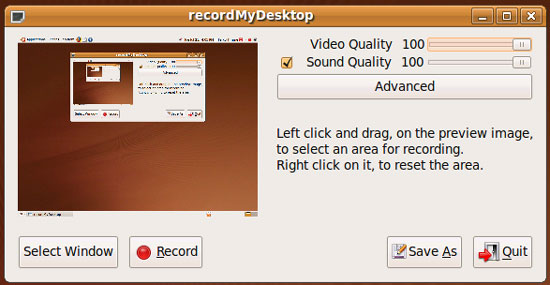
recordMyDesktop

Een screencast of schermopname is een digitale opname van de achtereenvolgende beelden die op het beeldscherm te zien zijn, door gebruik te maken van speciale software, die screencastsoftware of screenrecorder wordt genoemd. Dit levert vaak een betere beeldkwaliteit op dan indien men daadwerkelijk het scherm filmt (met een videorecorder of smartphone bijvoorbeeld).

## Mogelijkheden
Vaak zijn screencasts voorzien van commentaar van de maker. De naam screencast dateert van 2004, maar het maken van screencasts gebeurt al sinds 1993. Softwarefabrikant Lotus was de eerste met screencastsoftware. De eerste screencastsoftware produceerde grote bestanden die miniem waren te bewerken. Hedendaagse software, zoals Camtasia voor de personal computer en Screenflow voor Apple-computers bijvoorbeeld, heeft veel functies en maakt compacte bestanden.

## Screenshot versus screencast
Een screenshot is als een momentopname van wat er op het beeldscherm te zien is: een foto. Een screencast is een filmpje van wat een computergebruiker ziet op zijn beeldscherm.

## Gebruik
Screencasts worden onder meer gebruikt voor het uitleggen van software en door gamers. Softwareproducenten kunnen met screencasts eenvoudig hun nieuwe producten tonen. Er zijn verschillende podcasts gestart met softwarecursussen die gebruikmaken van screencasting.

## Software
- Camtasia (vroeger Camtasia Studio)
- CamStudio
- OBS Studio
- recordMyDesktop
- Snagit (Windows en Mac)